# دشتکار (بردسیر)
دشتکار، یکی از شهر های بخش مرکزی شهرستان بردسیر در استان کرمان ایران است.

## جمعیت
این شهر در دهستان مشیز قرار دارد و براساس سرشماری مرکز آمار ایران در سال ۱۳۹۵، جمعیت آن ۳،۲۳۴ نفر (۹۵۵ خانوار) بوده‌است.